# Mandaneta sudana
Mandaneta sudana là một loài nhện trong họ Corinnidae. Chúng thuộc chi đơn loài Mandaneta, được Ferdinand Karsch miêu tả năm 1880, thường xuất hiện ở Ghana và Congo.